# 阿隆 (喬治亞州)
阿隆（英語：Allon）是位於美國喬治亞州克勞福德縣的一個鬼鎮。由於此地已於20世紀被荒廢，本地已無人居住。

## 地理
阿隆的座標為32°38′16″N 83°59′02″W / 32.63778°N 83.98389°W，而該地的平均海拔高度為145米（即476英尺）。